# Vega de San Mateo
Pour les articles homonymes, voir Véga (homonymie), San Mateo et Mateo (homonymie).
Vega de San Mateo (plaine de Saint-Mathieu, en français) est une commune de la communauté autonome des Îles Canaries en Espagne. Elle est située au centre-est de l'île de Grande Canarie dans la province de Las Palmas.

## Géographie

### Localisation
Avec les territoires des communes de San Bartolomé de Tirajana et Tejeda, Vega de San Mateo accueille le pic de las Nieves qui, avec 1 949 m d'altitude, est le point culminant de l'île.

Localisation de l'île de Grande Canarie dans les Îles Canaries.
Localisation de Vega de San Mateo dans l'île de Grande Canarie.

|           | Las Palmas de Gran Canaria | Santa Brígida               |
| Valleseco | Vega de San Mateo          | Valsequillo de Gran Canaria |
| Tejeda    | San Bartolomé de Tirajana  |                             |

## Démographie
| Année | Population | Densité        |
| ----- | ---------- | -------------- |
| 1991  | 6 153 hab  | 162,39 hab/km2 |
| 1996  | 7 316 hab  | 193,08 hab/km2 |
| 2001  | 6 979 hab  | 183,65 hab/km2 |
| 2002  | 7 575 hab  | 199,92 hab/km2 |
| 2003  | 7 610 hab  | 200,85 hab/km2 |
| 2004  | 7 617 hab  | 199,66 hab/km2 |
| 2006  | 7 661 hab  | 202,40 hab/km2 |
| 2007  | 7 611 hab  | 200,87 hab/km2 |
| 2009  | 7 636 hab  | 201,53 hab/km2 |